# Campionato europeo maschile under 18 di calcio 1997
Il Campionato europeo Under-18 fu organizzato in Islanda e venne disputato dal 24 al 31 luglio 1997.

## Squadre qualificate
- Francia
- Irlanda
- Islanda (Nazione ospitante)
- Israele
- Portogallo
- Spagna
- Svizzera
- Ungheria

## Gironi

### Gruppo A
| Squadre    | P | V | N | P | GF | GS | DR | Pts |
| ---------- | - | - | - | - | -- | -- | -- | --- |
| Portogallo | 3 | 3 | 0 | 0 | 5  | 0  | +5 | 9   |
| Spagna     | 3 | 1 | 1 | 1 | 3  | 4  | -1 | 4   |
| Islanda    | 3 | 0 | 2 | 1 | 3  | 4  | -1 | 2   |
| Ungheria   | 3 | 0 | 1 | 2 | 3  | 6  | -3 | 1   |

| 24 luglio 1997 | Portogallo | 2-0 | Ungheria |
|                | Spagna     | 1-1 | Islanda  |
| 26 luglio 1997 | Portogallo | 1-0 | Islanda  |
|                | Spagna     | 2-1 | Ungheria |
| 28 luglio 1997 | Islanda    | 2-2 | Ungheria |
|                | Portogallo | 2-0 | Spagna   |

### Gruppo B
| Squadre  | P | V | N | P | GF | GS | DR | Pts |
| -------- | - | - | - | - | -- | -- | -- | --- |
| Francia  | 3 | 3 | 0 | 0 | 6  | 2  | +4 | 9   |
| Irlanda  | 3 | 1 | 1 | 1 | 4  | 4  | 0  | 4   |
| Svizzera | 3 | 1 | 0 | 2 | 3  | 2  | +1 | 3   |
| Israele  | 3 | 0 | 1 | 2 | 1  | 6  | -5 | 1   |

| 24 luglio 1997 | Francia  | 3-2 | Irlanda  |
|                | Svizzera | 3-0 | Israele  |
| 26 luglio 1997 | Francia  | 2-0 | Israele  |
|                | Irlanda  | 1-0 | Svizzera |
| 28 luglio 1997 | Francia  | 1-0 | Svizzera |
|                | Irlanda  | 1-1 | Israele  |

## Finale terzo posto
| 31 luglio 1997 | Spagna | 2 – 1 | Irlanda |  |

## Finale
| 31 luglio 1997 | Francia | 1 – 0 (d.t.s.) | Portogallo |  |